# 司馬道生
司馬道生，字延长，东晋皇子，河內郡溫縣人。晉简文帝司馬昱的长子，王简姬所生，与司馬俞生同母。

## 生平
司马昱为会稽王，立司马道生为世子，拜散骑侍郎、给事中。司马道生性疏躁，不修操行学业，多失礼度，最后以幽废而卒，时年二十四，无后嗣，追封会稽思世子。
其弟晋孝武帝即位，曾在白天看见司马道生及临川献王司马郁，司马郁说：“大郎饥乏辛苦。”说完就不见了。孝武帝伤感，于是以西阳王司馬羕玄孙司马珣之为他的后嗣。司马珣之历任吴兴郡太守。刘裕伐关中，以为谘议参军。司马珣之与梁王司马珍之最后都被刘裕所害。